# Драпшин, Петар
Петар Драпшин (сербохорв. Петар Драпшин / Petar Drapšin; 15 ноября 1914, Турия — 2 ноября 1945, Белград) — югославский военный деятель, генерал-лейтенант югославской армии. Участник Гражданской войны Испании и Народно-освободительной войны Югославии. Народный герой Югославии.

## Биография
Родился 15 ноября 1914 года в селе Турия (ныне община Србобран, Воеводина, Сербия). Родом из бедной сельской семьи. Окончил школу в Турии и гимназию в Србобране, после чего перебрался в Белград. Поступил в профессиональное техническое училище, которое окончил в 1935 году. За годы обучения стал членом рабочего движения, оказывая ему всю посильную помощь. За счёт своей стипендии, которую он получал в техническом училище, он развивал молодёжное коммунистическое движение в Белграде. Благодаря своей деятельности он был принят в Союз коммунистической молодёжи Югославии, а в 1937 году переехал в Прагу, где продолжил своё техническое обучение. В том же году его приняли в Союз коммунистов Югославии.
Когда началась Гражданская война в Испании, Петар был призван в Интернациональные бригады и направился в Андалузию. В составе Испанской республиканской армии он участвовал в боях близ Алмансе и на Мадридском фронте. После падения республиканского режима он бежал во Францию, но был интернирован в лагерь. Только благодаря стараниям членов Союза коммунистов Югославии ему удалось бежать на родину: сначала в Загреб, а затем в Герцеговину, где и застал войну.
В первые дни войны Петар стал готовить вооружённое выступление в Герцеговине: поскольку он был капитаном армии Республиканской Испании, то у него был уже опыт войны. Помощь в организации партизанских отрядов оказывали его соратники, которые также воевали в Испании: Пеко Дапчевич, Коста Надь, Иван Гошняк, Франц Розман и многие другие. В Герцеговине Драпшин занял должность заместителя командира оперативной зоны, а затем был назначен и командиром. Для тщательной маскировки переговоров он подписывался вымышленным именем Петара Илича или псевдонимом «Испанец». Однажды его чуть не раскрыли, вследствие чего он впал в немилость у партии и только спустя некоторое время получил второй шанс. В Славонии он возглавил 12-ю пехотную дивизию НОАЮ в январе 1943 года и продолжил партизанскую деятельность. 1 мая 1943 года его произвели в звание полковника, а 1 ноября — в звание генерал-майора.
Летом 1944 года он был назначен заместителем командира Главного штаба НОАЮ в Хорватии, а в конце того же года был назначен командиром 8-го далматинского корпуса. 3 января 1945 года ему присвоили звание генерал-лейтенанта НОАЮ, а в феврале 1945 года назначили командиром 4-й армии (в штаб вошли также генерал-лейтненант Павле Якшич и полковник Бошко Шилегович). Его войска участвовали в конце войны в боях на словенско-итальянской границе, освобождая Хорватское приморье, Истру, Триест и Горицу. Его войскам удалось в битве за Триест благодаря танковым частям разгромить крупные немецкие силы, а также добить Сербский добровольческий корпус СС.
2 ноября 1945 года Петар Драпшин, который готовился к выборам в Учредительную Скупщину, трагически погиб, выстрелив себе в голову из пистолета. По официальной версии, это был несчастный случай; ходят слухи и о возможном умышленном самоубийстве, поскольку в адрес Драпшина часто звучала критика со стороны членов КПЮ. Похоронен был на Аллее Народных героев на Новом кладбище в Белграде. Посмертно его наградили Орденом Партизанской звезды и Орденом Народного героя (24 июля 1953 года). Также Драпшин был награждён Орденом Суворова II степени (5 сентября 1944 года).
Имя Петара Драпшина в ВМС СФРЮ носил ракетный катер типа «Оса» — RČ-303 «Петар Драпшин».